# 生活習慣病予防週間
生活習慣病予防週間（せいかつしゅうかんびょうよぼうしゅうかん）とは、日本で生活習慣病を予防するために、健康づくりのための正しい知識の普及啓発を図るため、自らの生活習慣を見直し、行動変容を促すために必要な情報を提供することを推進する週間。
毎年2月1日から2月7日の1週間に実施されていた。
1959年（昭和34年）から実施されていた成人病予防週間が、1996年（平成8年）12月24日厚生事務次官通知により生活習慣病予防週間に名称改正されたもの。
1997年度（平成9年）は暫定的に「生活習慣病（成人病）予防週間」の名称が使われた。
2008年（平成20年）11月26日厚生労働省健康局長通知により、2008年（平成20年）度の実施（2009年（平成21年）2月1日から2月7日まで）をもって廃止され、2009年（平成21年）度以降は、毎年9月の健康増進普及月間として実施することとされた。